# 新街镇 (鲁甸县)
新街镇，是中华人民共和国云南省昭通市鲁甸县下辖的一个镇。
2012年9月22日，云南省人民政府批复同意撤销新街乡，设立新街镇。

## 行政区划
新街镇下辖以下地区：
新街村、酒房村、闪桥村、坪地营村和转山包村。